# مال‌خلیفه (گناوه)
مال‌خلیفه، روستایی است از توابع بخش مرکزی شهرستان گناوه استان بوشهر ایران.

## جمعیت
این روستا در دهستان حیات داوود قرار داشته و بر اساس سرشماری سال ۱۳۹۵ دارای ۲۴۶۳ نفر جمعیت است. بر همین اساس در سال ۱۳۸۵ جمعیت آن ۸۸۹نفر (۱۹۶خانوار) بوده‌است.